# 蓬萊閣 (臺北)

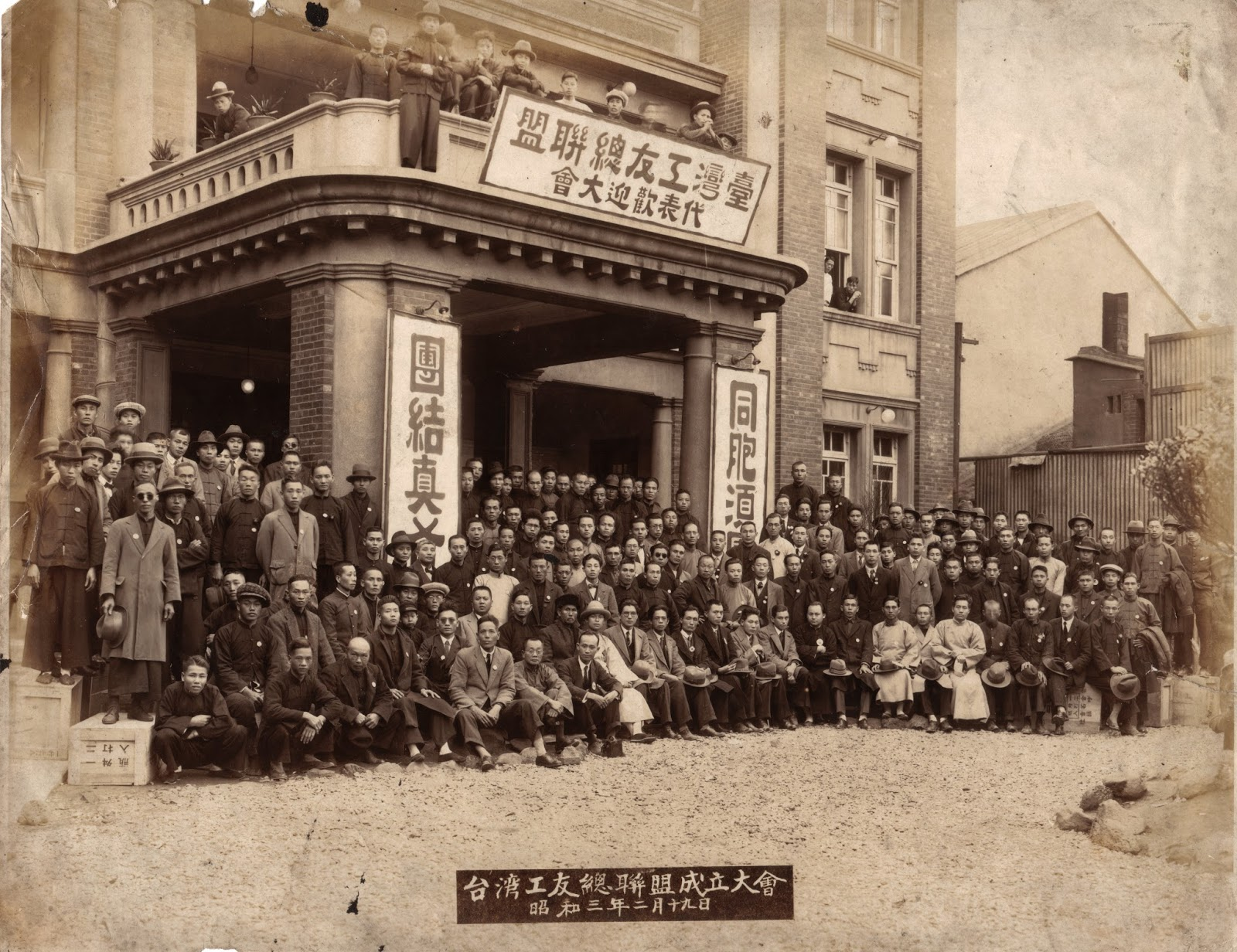
1928年臺灣工友總聯盟大會於蓬萊閣

蓬萊閣是臺灣日治時期臺北市大稻埕著名的高級臺菜飯店，附有藝旦表演，「江山樓」、「東薈芳」、「春風樓」、「蓬萊閣」並稱為四大旗亭（有歌女陪侍的酒樓），有「江東春蓬」之稱。稱之為「旗亭」，是因為酒樓前會懸掛旗⼦做為招攬之故。
起先東薈芳的大股東吳江山因派系鬥爭含淚接受圓仔湯，被迫退出經營團隊，一怒之下開設了江山樓，要與東薈芳「拚對場」，東薈芳受到嚴重打擊，不得已之下邀請石油大亨黃東茂入股，黃在日新町1丁目168番（今南京西路163號）建造一大樓，租賃給東薈芳，但東薈芳仍因股東失和而於1926年倒閉，1927年2月16日黃東茂在其原址開設了「蓬萊閣」大酒家。
聚珍台灣的網站保存其彩色影像。